# 内藤清長
内藤 清長（ないとう きよなが）は、戦国時代の武将。通称は弥次右衛門。松平氏の家臣。

## 略歴

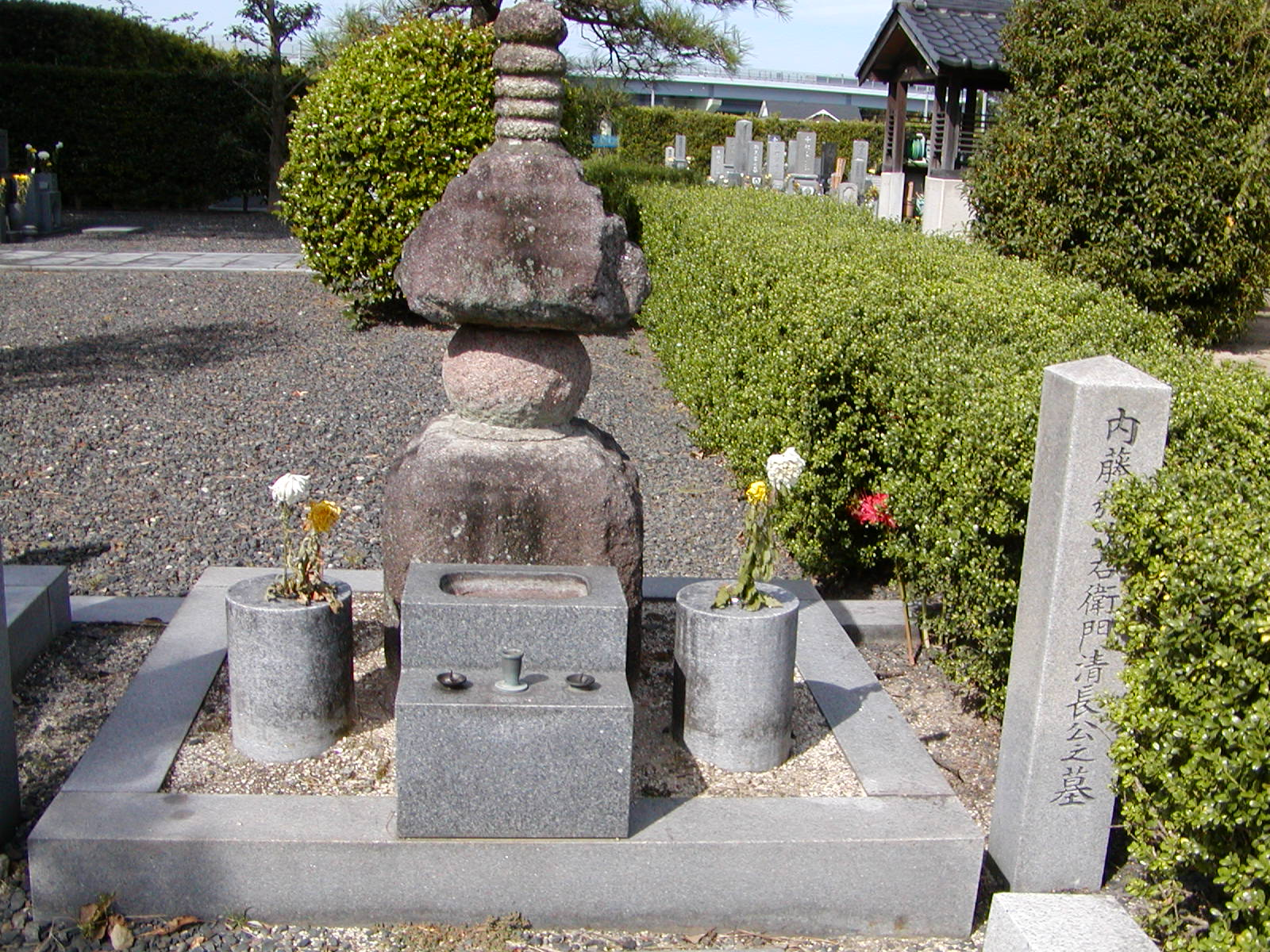
隣松寺(愛知県豊田市)にある内藤清長墓

内藤義清の子として誕生。弟に甚五左衛門忠郷（内藤正成の父）。
三河国内藤氏は藤原秀郷または藤原道長の末裔を称する内藤氏の一派と自称するが、具体的な事跡が明らかになるのは父の義清の代からである。
清長は松平清康、広忠に仕え、天文11年（1542年）織田勢が上野城（愛知県豊田市）を攻めた際に、甥の内藤正成ら一族と共に防戦し、数十人の織田勢を討ち取ったという。愛知県額田郡幸田町にある荻城跡碑文によれば、永禄6年（1563年）に三河一向一揆が起こると主家から離反して一揆側に与し、敗れて荻城に蟄居となりこの地で没したという。
実子は内藤家長。また内藤信成の養父である。法名は「幽鑑」。墓所は愛知県安城市姫小川町姫150の誓願寺、および豊田市幸町隣松寺。